# Luthersk Mission
Luthersk Mission (tidigare Bornholms Forening til Evangeliets Fremme) är en dansk lågkyrklig förening för yttre och inre mission. Föreningen står på evangelisk-luthersk grund och lägger stor vikt vid bibeltrohet och personlig tro på Jesus som frälsare.
Den Bornholmska prästen P C Trandberg hade 1833 under inflytande av N P Grunnet och Den evangelisk-lutherske Frikirke utträtt ur Danska Folkkyrkan och bildat en egen frikyrkoförsamling.
Den bornholmske smeden Christian Møller (1834-1907) var från 1863 varit predikant i Trandbergs församling. Efter att ha blivit utesluten ur denna församling valde Christian Møller, på uppmaning av Carl Olof Rosenius att en egen församling kallade Møllerianer och inom kort upplöstes Trandbergs församling. Man återinträdde i Danska folkkyrkan och antog 1869 namnet Luthersk Missionforening.
Strax innan sekelskiftet sände man även ut sin förste internationelle missionär, Jens M T Winther, till Japan.
I dag[när?] har Luthersk Mission utsända medarbetare i Sydamerika, Afrika och Asien. I Danmark deltager omkring 10 000 människor i verksamheten, som huvudsakligen bedrivs av oavlönade lekmän. Lokalt är man organiserad i missionskretsar, som ofta hör hemma i egna missionshus. Ungdomsarbetet drivs genom Luthersk Missions Ungdom. Man har även en folkhögskola i Hillerød, Luthersk Missionsforenings Højskole.